# تارا لين
تارا لين (بالإنجليزية: Tara Lynn)‏ هي عارضة أمريكية، ولدت في 13 يونيو 1990 في سياتل في الولايات المتحدة.

## روابط خارجية
- تارا لين على موقع دليل عارضات الأزياء (الإنجليزية)